# Lithosia pseudocomplana
Lithosia pseudocomplana là một loài bướm đêm thuộc phân họ Arctiinae, họ Erebidae.